# Герзау (округ)
Герзау (нем. Gersau (Bezirk)) — округ в Швейцарии. Центр округа — город Герзау.
Округ входит в кантон Швиц. Занимает площадь 23,7 км². Население 1959 чел. Официальный код — 0502.

## Коммуны округа
| Герб   | Коммуна | Население (2006) | Площадь км² | Официальный код |
| ------ | ------- | ---------------- | ----------- | --------------- |
| Герзау | Герзау  | 1959             | 23,7        | 1311            |
|        | Итого   | 1959             | 23,7        | 0502            |